# Rodrigo Thiesen
Rodrigo Thiesen (Palhoça, 1 de dezembro de 1986), é um futebolista brasileiro que atua como volante. Atualmente, esta sem clube.

## Carreira
Rodrigo iniciou sua carreira em 1998 atuando no Futsal de Florianópolis em clubes como a Astel e o Colégio Visão. Após isso, no ano de 2002, foi tentar a sorte no futebol nas categorias de base do Guarani de Palhoça de sua cidade natal, aonde chegou a compor o grupo juntamente com os profissionais nos treinamentos. No Guarani também disputou o Campeonato Catarinense de juniores.
Já no ano de 2005, Rodrigo segui para a base do Primavera aonde disputou o Campeonato Paulista de juniores e a Copa São Paulo de Futebol Júnior. Foi no Primavera também que Thiesen iniciou num time profissional, atuando na preparação do time para o Campeonato Paulista da Série A3 de 2006, em jogos amistosos.
Ainda em 2006, seguiu para o grupo principal da Inter de Limeira para a disputa do Campeonato Paulista da Série A2. No ano seguinte, voltou aos sul do Brasil para jogar no Pelotas na Segunda Divisão do Campeonato Gaúcho.
Ainda no ano de 2007, Rodrigo foi contratado pelo São Bento e emprestado em 2008 ao Guarani de Palhoça de Santa Catarina e ao Itumbiara de Goiás aonde atuou no Campeonato Brasileiro da Série C. Passou pelo Coruripe e CFZ Imbituba em 2009. No clube catarinense foi Campeonato Catarinense da Divisão Especial.
Com o bom desempenho apresentado no ano anterior, em 2010 Thiesen foi contratado pelo Avaí. Participou do elenco que foi Campeão Catarinense e, de quebra, foi eleito um dos melhores volantes do estadual. Na segunda metade do ano, após não ser muito aproveitado pelo então técnico do Avaí Péricles Chamusca, Rodrigo é emprestado ao Vila Nova para que tenha ritmo de jogo. Meses depois, devido a problemas com salários atrasados no Vila Nova, Thiesen volta ao Avaí, onde, em 2011, atuou em duas partidas válidas pelo Campeonato Catarinense. Logo após, chegou a ser anunciado que seria emprestado ao São José-RS para a disputa do Campeonato Gaúcho, mas Rodrigo seguiu mesmo para o América de Natal
A contratação de Rodrigo pelo time potiguar, foi confirmada no dia 14 de março de 2011 e sua estreia aconteceu dias depois, em 23 de março contra o Baraúnas, jogo em que o América empatou em casa por 2–2. Rodrigo anotou seu primeiro gol no dia 10 de abril de 2011 numa partida em que o seu time venceu o Alecrim por 3–0 no Estádio Machadão, jogo que era válido pela 5ª rodada do 2º turno do Campeonato Estadual. Ao término do seu contrato de empréstimo, Rodrigo Thiesen voltou ao Avaí. Sem nem sequer atuar pelo seu clube, Thiesen foi novamente emprestado, juntamente com o seu companheiro Medina, para a Chapecoense para a disputa do Campeonato Brasileiro da Série C. Sua estréia no time do oeste catarinense, foi num amistoso contra o Juventude em Caxias do Sul em que a Chapecoense saiu vitoriosa por 3–1. Sua estreia pelo verdão na Série C do Campeonato Brasileiro, foi na vitória sobre o Santo André por 3–0 na Arena Condá. Thiesen substituiu o seu companheiro Neném aos 33 minutos do segundo tempo. A Chapecoense conseguiu a classificação à Segunda Fase da Competição, mas terminou em 3º lugar com cinco pontos somados, e não conseguiu a tão sonhada vaga para a Série B. Após isso, Rodrigo retornou ao Avaí, clube com quem tem contrato até 31 de dezembro de 2012.
Para a temporada de 2012, Rodrigo foi anunciado como reforço do Volta Redonda por empréstimo para a disputa do Campeonato Carioca. Com o Voltaço disputou a Copa de Verão do Vale do Paraíba, ficando com o vice-campeonato perdendo a final para o Resende por 2–1. Já em seu segundo jogo pelo Estadual contra o Fluminense, Rodrigo recebeu grande destaque e elogios por parte da imprensa local, que lhe rendeu uma renovação contratual com o Avaí. O novo contrato do jogador com o clube, passou a estar valendo até novembro de 2013. Ao final dos turnos do estadual, o Voltaço não conseguiu classificação às semifinais e então partiu para a disputa do Troféu Luiz Penido. Mas Thiesen não atuou, já que o Volta Redonda jogou com o time reserva. Apesar de o time não ter conseguido o seu objetivo no campeonato, Rodrigo obteve grande destaque chegando a ser considerado um dos melhores dentre os jogadores dos times do interior.
No segundo semestre de 2012, Rodrigo voltou para o Avaí para reforçar o time na Série B do Campeonato Brasileiro. Atuou em 19 partidas na competição, marcando um gol na vitória por 3–1 contra o ABC na Ressacada.[carece de fontes?] Para a temporada de 2013, chegou a ser anunciado que Rodrigo voltaria ao Rio de Janeiro para defender novamente o Volta Redonda no Campeonato Carioca, mas acabou mesmo ficando em Florianópolis no Avaí.
No ano de 2014, Thiesen foi contratado pelo São Caetano para atuar na Série A2 do Campeonato Paulista de 2014. Sua estreia aconteceu na primeira rodada da competição, quando o Azulão saiu derrotado por 2–1 pelo Itapirense. Ao final do campeonato o time não alcançou o seu objetivo principal, ficando na 16ª colocação e não conseguindo o acesso. Mesmo assim Thiesen seguiu no clube na sequência da temporada, para a disputa da Série C do Campeonato Brasileiro.
Em dezembro de 2014 acertou seu retorno para o São Bento para a disputa do Campeonato Paulista de 2015. Não teve uma boa sequência e acabou participando de apenas uma partida pelo time, no empate com o Mogi Mirim em 1–1. Após a passagem não tão boa pelo time de Sorocaba, ainda em junho de 2015, Rodrigo segue para o Botafogo-SP para disputa da Série D do Campeonato Brasileiro.

## Títulos

### Clube
CFZ Imbituba
- Campeonato Catarinense da Divisão Especial: 2009

Avaí
- Campeonato Catarinense: 2010

Botafogo-SP
- Campeonato Brasileiro - Série D: 2015

### Individual
- Melhor volante do Campeonato Catarinense de 2010[5]

## Estatísticas
Última atualização: 10 de abril de 2017.
| Clube       | Ano   | Jogos | Gols |
| ----------- | ----- | ----- | ---- |
| Avaí        | 2010  | 5     | 0    |
| Avaí        | 2011  | 3     | 0    |
| Avaí        | 2012  | 19    | 1    |
| Avaí        | 2013  | 2     | 0    |
| Botafogo-SP | 2015  | 13    | 0    |
| Botafogo-SP | 2016  | 33    | 0    |
| Botafogo-SP | 2017  | 3     | 0    |
| TOTAL       | TOTAL | 78    | 1    |